# Arsenij von Plowdiw
Arsenij, oder Arsenij von Plowdiw (bulgarisch Арсений Пловдивски/Arsenij Plowdiwski) weltlicher Name Angel Bogoew Tschandrakow (auch Angel Bogoev Chandrakov geschrieben, bulgarisch Ангел Богоев Чакандраков; * 29. Juli 1932 in Dolgo Pole, Bulgarien; † 13. Oktober 2006 in Plowdiw) war ein hoher bulgarischer orthodoxer Geistlicher, Metropolit der Diözese Plowdiw (1987–2006) der Bulgarisch-Orthodoxen Kirche und Mitglied des Heiligen Synods.